# Пуэбла-де-Сарагоса
Пуэ́бла-де-Сараго́са (исп. Puebla de Zaragoza) — город в Мексике, столица штата Пуэбла, входит в состав муниципалитета Пуэбла и является его административным центром. Полное официальное наименование — Эройка-Пуэ́бла-де-Сараго́са (исп. Heroica Puebla de Zaragoza). Ранее носил название Пуэ́бла-де-лос-А́нхелес (исп. Puebla de los Ángeles), в связи с чем имеет прозвище Анхело́полис (исп. Angelópolis, «город ангелов»). Численность населения, по данным переписи 2020 года, составила 1 542 232 человека.

## История

### Колониальный период
По данным археологов, в Доколумбову эпоху территория нынешней Пуэблы не имела постоянного населения, используясь в качестве согласованной площадки для Цветочных войн — ритуальных сражений между мезоамериканскими городами-государствами, целью которых был захват пленных для последующего каннибализма и человеческих жертвоприношений.
Основан 16 апреля 1531 года как торговый центр и военный опорный пункт между Веракрусом и Мехико. Весной следующего года первоначальное поселение было полностью разрушено при разливе реки Сан-Франциско, после чего уцелевшие горожане переселились на более высокий участок. У историков имеются две версии относительно происхождения названия города, обе они имеют документальные подтверждения. Согласно первой версии, название произошло от миссионеров (Carta Puebla) (Письма о заселении), в которых испанские монархи давали разрешение конкистадорам для основания новых городов. Вторая версия гласит, что название произошло от имени францисканского священника Хуана де ла Пуэблы, который в Испании занимался подбором Миссионерство, сопровождавших конкистадоров, основавших город.
В целях ускорения развития города испанское правительство объявило Пуэблу и её окрестности территорией, свободной от энкомьенды, что привлекло сюда множество небогатых переселенцев из метрополии. Приток колонистов, благоприятный для жизни и ведения сельского хозяйства климат и удобное географическое расположение способствовали быстрому росту города, и к концу XVI века Пуэбла стала вторым по размерам и значимости городом Новой Испании после Мехико. В XVII и XVIII веках город продолжал успешно развиваться, в нём было сооружено множество фонтанов, построены прекрасные здания колониальной архитектуры и вымощены камнем основные улицы.
События Мексиканской войны за независимость мало затронули город, твёрдо занимавший сторону сепаратистов, немногочисленные роялисты были изгнаны, а их собственность конфискована.

### В составе Мексики
Во время Американо-мексиканской войны Пуэбла была занята американскими войсками под командованием генерала Уинфилда Скотта без единого выстрела, но затем американскому гарнизону пришлось пережить тяжёлую двухмесячную осаду превосходящих сил мексиканцев, которых возглавлял президент Мексики Санта-Анна. После того, как к американцам подошли подкрепления, осада была снята, и город оставался под их контролем до конца войны.

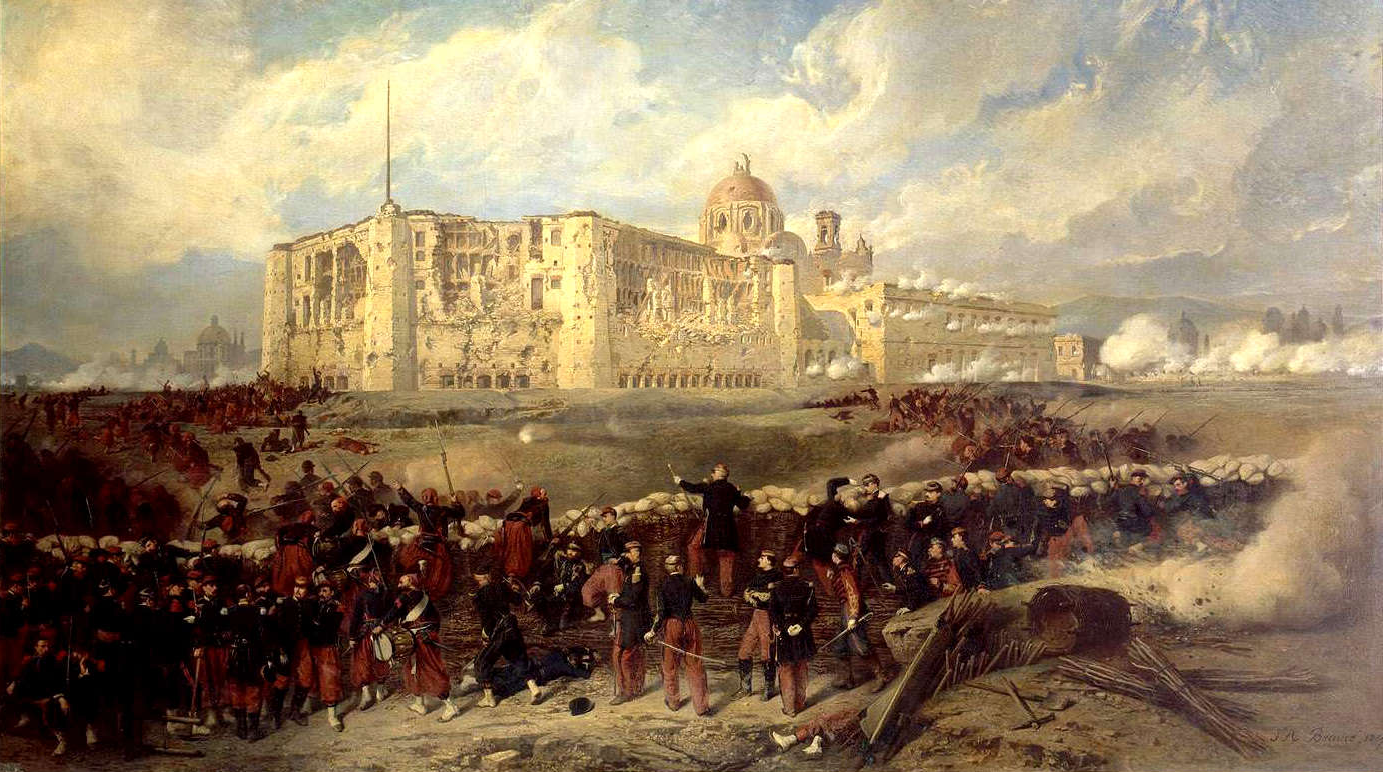
Взятие Пуэблы французами 29 марта 1863 года

5 мая 1862 года, во время франко-мексиканской войны, около Пуэблы произошла битва, в которой мексиканская армия под командованием Игнасио Сарагосы одержала победу над превосходящими силами французов. В честь этого полководца Конгресс штата Пуэбла изменил имя города на Эроика-Пуэбла-де-Сарагоса (Героическая Пуэбла Сарагосы, исп. Heroica Puebla de Zaragoza). Однако это название используется достаточно редко и только в некоторых официальных документах; в обиходной речи жителей города часто употребление Пуэбла-де-лос-Анхелес или даже Анхелополис (город Ангелов, исп. Angelópolis), в то время как остальные мексиканцы и латиноамериканцы называют её просто Пуэбла. 5 мая отмечается в Мексике и некоторых штатах США как национальный праздник, однако выходным праздничным днем он является только в Пуэбле. В 1863 году французы вновь предприняли наступление на город, и на этот раз оно увенчалось успехом — Пуэбла была захвачена и оставалась в руках интервентов до завершения боевых действий в 1866 году. В ходе штурмов городу был нанесён значительный ущерб.
Во время гражданской войны 1910—1917 годов Пуэбла несколько раз переходила из рук в руки противоборствующих сторон.
В конце XIX — начале XX веков Пуэбла пережила период индустриализации (специализируясь, в основном, на трудоёмких отраслях — текстильной, обувной и пищевой промышленности), в город прибыли несколько волн французских, итальянских и немецких иммигрантов. Несмотря на то, что в XX веке Гвадалахара и Монтеррей опередили Пуэблу как по численности населения, так и по экономической значимости, на сегодняшний день город продолжает оставаться одним из главных экономических, политических и культурных центров страны.
В 1987 году объявлен ЮНЕСКО городом Всемирного наследия.

## География и климат

### Географические сведения
Город расположен на высоте более двух километров над уровнем моря в долине Пуэбла (также называемой долина Кетцалькоапан), со всех сторон окружённой горами и вулканами Транс-мексиканского вулканического пояса. Особенностью Пуэблы является то, что это единственный город в мире, расположенный между четырёх вулканов: Пик Орисаба (5747 м), Попокатепетль (5500 м, активный и постоянно действующий, город Мехико находится с противоположной, северо-западной стороны вулкана), Истаксиуатль (5220 м) и Малинче (4503 м). Все четыре вулкана — самые высокие точки Мексики и одни из самых высоких в Северной Америке, после горы Денали в США и горы Логан в Канаде.

### Климат
Пуэбла находится на южной границе субтропического океанического климата, значительное влияние также оказывает более чем двухкилометровая высота города над уровнем моря. Зима тёплая и сухая, лето жаркое и дождливое. Суточные перепады температур довольно велики.
| Показатель                                | Янв. | Фев. | Март | Апр. | Май  | Июнь | Июль | Авг. | Сен. | Окт. | Нояб. | Дек. | Год  |
| ----------------------------------------- | ---- | ---- | ---- | ---- | ---- | ---- | ---- | ---- | ---- | ---- | ----- | ---- | ---- |
| Абсолютный максимум, °C                   | 29,5 | 32,0 | 35,0 | 36,0 | 36,5 | 34,0 | 33,0 | 33,0 | 32,0 | 33,0 | 31,0  | 30,5 | 36,5 |
| Средний суточный максимум, °C             | 23,0 | 24,0 | 25,9 | 27,5 | 27,9 | 26,3 | 25,3 | 25,3 | 24,8 | 24,8 | 24,4  | 23,6 | 25,2 |
| Средняя температура, °C                   | 13,9 | 15,1 | 17,1 | 19,0 | 19,8 | 19,4 | 18,4 | 18,4 | 18,2 | 17,3 | 15,8  | 14,5 | 17,2 |
| Средний суточный минимум, °C              | 4,9  | 6,2  | 8,4  | 10,5 | 11,7 | 12,5 | 11,6 | 11,5 | 11,5 | 9,9  | 7,3   | 5,5  | 9,3  |
| Абсолютный минимум, °C                    | −5,5 | −1,5 | −2   | 1,0  | 5,0  | 5,0  | 4,0  | 4,5  | 0,0  | 2,0  | −4,5  | −6   | −6   |
| Норма осадков, мм                         | 12   | 7    | 9    | 29   | 84   | 195  | 157  | 168  | 198  | 80   | 18    | 5    | 961  |
| Источник: Servicio Meteorologico Nacional |      |      |      |      |      |      |      |      |      |      |       |      |      |

## Население

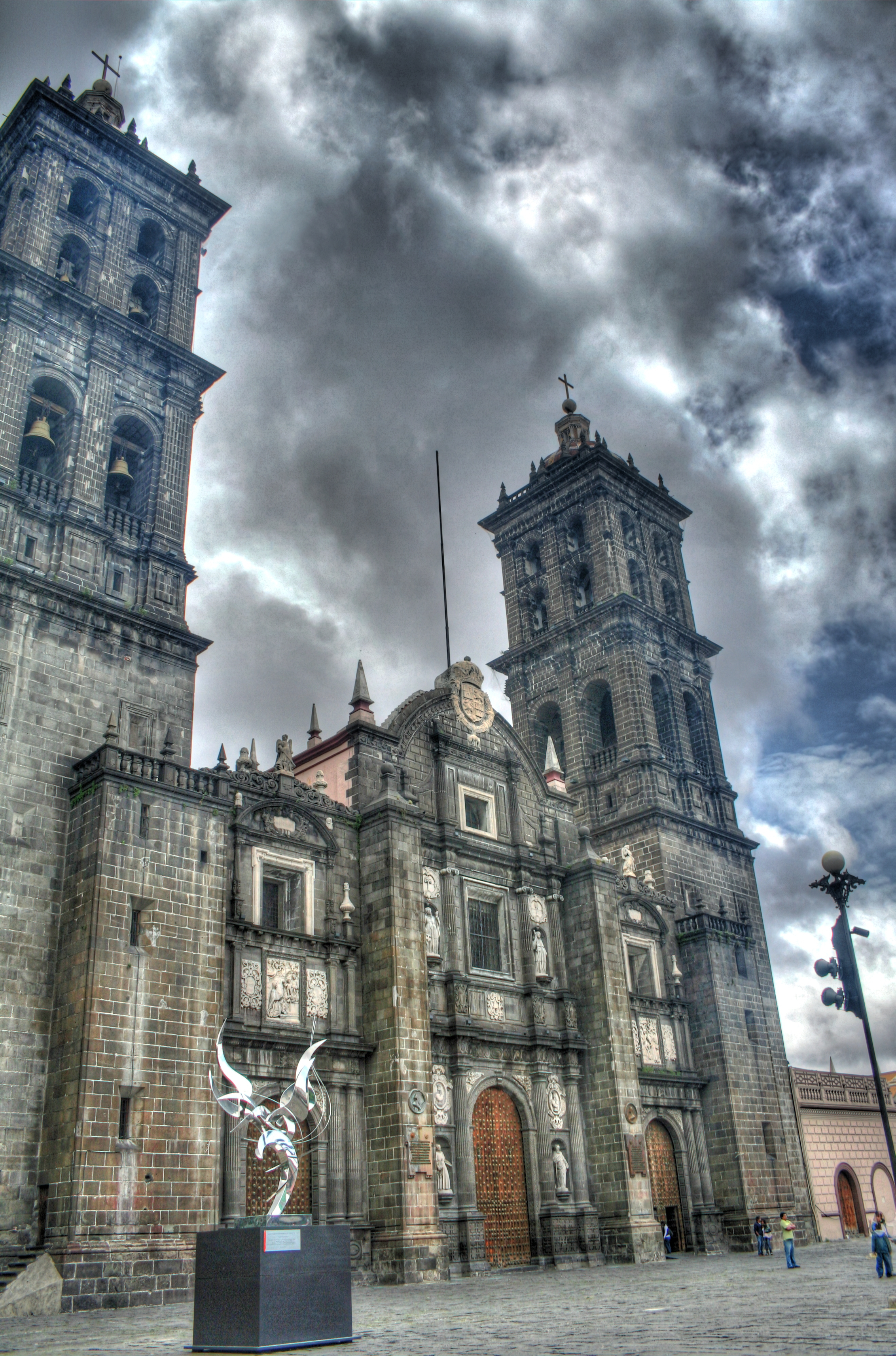
Кафедральный собор Пуэблы

По данным Национального института статистики и географии Мексики население Пуэблы в 2010 году составило 1 538 819 человек, а агломерации в целом — около 2,7 миллиона. В городе и его окрестностях проживает около 47 % населения штата Пуэбла.. Агломерация Пуэблы является четвёртой в Мексике, после Мехико, Гвадалахары и Монтеррея.
Около 90 % жителей являются католиками, остальные в основном атеисты. Подавляющее большинство горожан — испано-индейские метисы, есть значительная прослойка потомков немецких и итальянских иммигрантов.

## Экономика
Основой городской экономики является промышленность, в которой создаётся более 80 % ВВП Пуэблы. Главные отрасли промышленности:
- текстильная
- обувная
- пищевая
- химическая
- металлургия
- производство автозапчастей

Крупнейшие работодатели города — заводы компаний Фольксваген и Hylsa по производству автозапчастей.
В городе расположен центральный кампус университета Пуэбла, имеющего более девяти филиалов, распределеных по всему штату Пуэбла.
Важную роль в городской экономике играет туризм.

## Транспорт

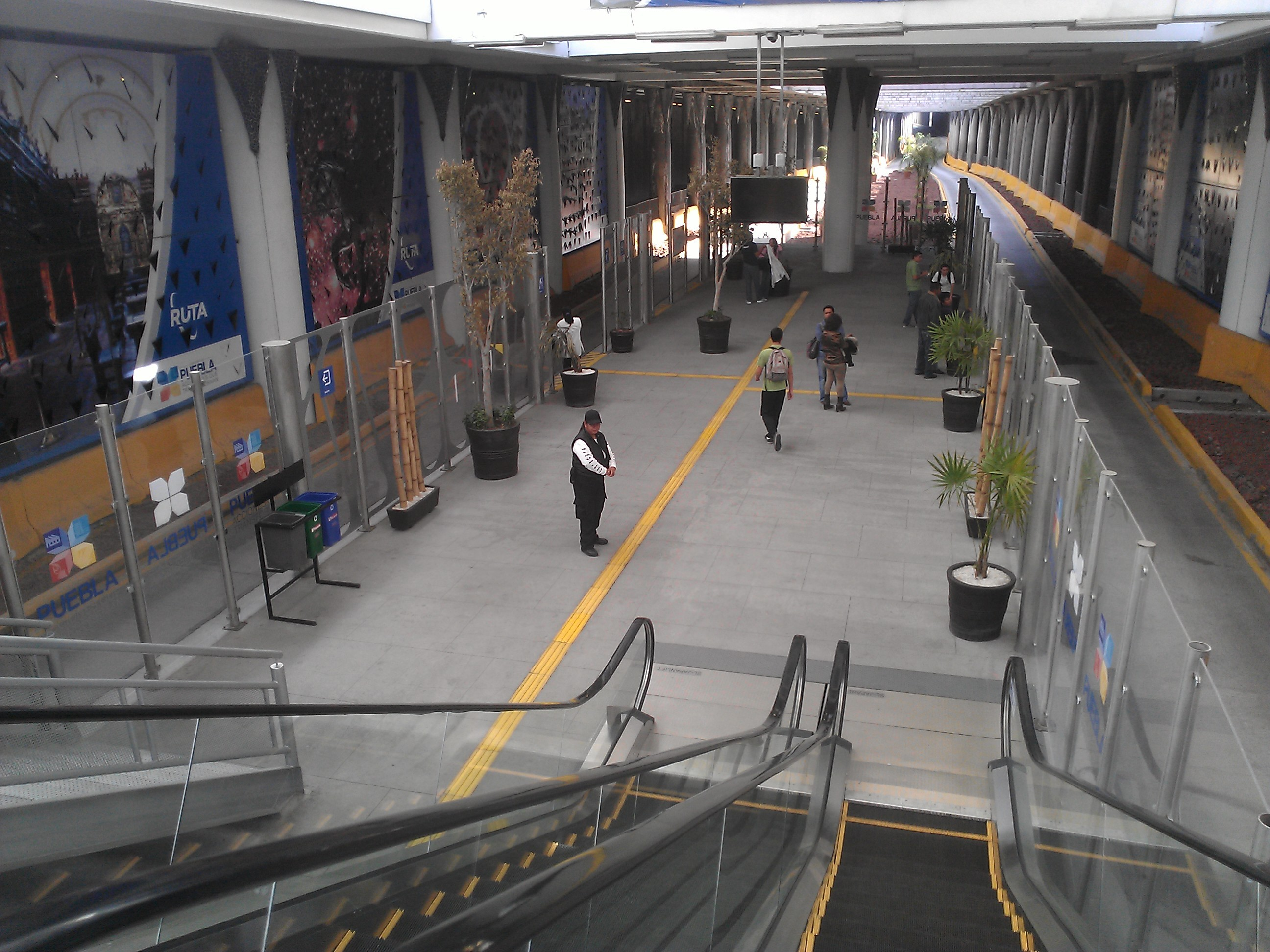
Автобусная станция Paradero Juárez-Serdán

Город обслуживается Международным аэропортом им. братьев Сердан (IATA: PBC, ICAO: MMPB) с пассажирооборотом 264 000 человек в год (2012). Аэропорт используется в основном низкобюджетными авиакомпаниями для полётов по Мексике (Монтеррей, Гвадалахара, Канкун, Тихуана) и в США (Даллас, Хьюстон), для дальних перелётов большинство горожан пользуется расположенным в 100 километрах к северу Международным аэропортом Мехико.
Через Пуэблу проходят федеральные шоссе 150 (Мехико — Веракрус) и 129 (Пуэбла — Халапа).
Общественный транспорт представлен большим количеством автобусных маршрутов, обслуживаемых частными перевозчиками. В феврале 2013 года запущена первая линия (18,5 км) муниципальных автобусов-экспрессов Red Urbana de Transporte Articulado (RUTA), двигающихся по выделенным полосам движения, по состоянию на январь 2014 года ведётся подготовка к открытию ещё двух линий.

## Достопримечательности
Среди мексиканцев Пуэбла считается гастрономической столицей страны и родиной большинства блюд мексиканской кухни.
- Собор — освящен в 1649 году. Второй по величине в Мексике. Знаменит драгоценной отделкой алтарей, мраморными колоннами, резными скамьями хора, живописью.
- Капелла Росарио — в церкви Санто-Доминго. Шедевр барокко — стены, своды, колонны покрыты позолоченным деревянным орнаментом и резьбой по стуку.
- Музей Ампаро (недоступная ссылка — история).-частный музей древней Мексики.
- Монастырь Санта-Роса. Именно здесь впервые приготовили пикантный шоколадный соус mole poblano.

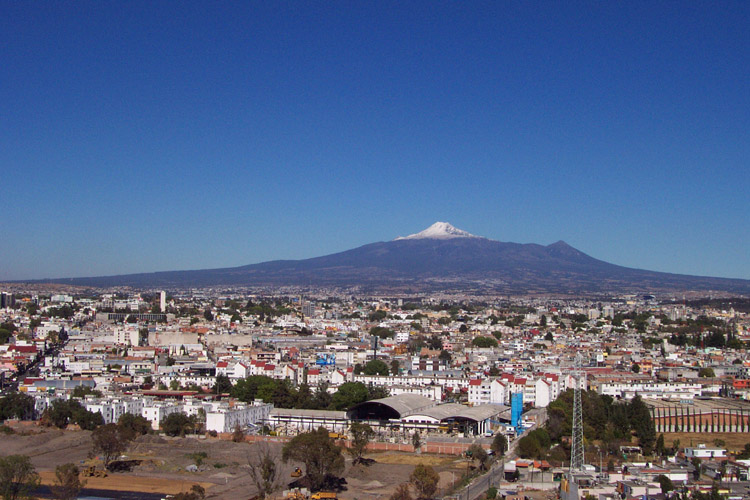
Пуэбла-де-Сарагоса — панорама города с видом на потухший вулкан Ла Малинче.

## Фотографии

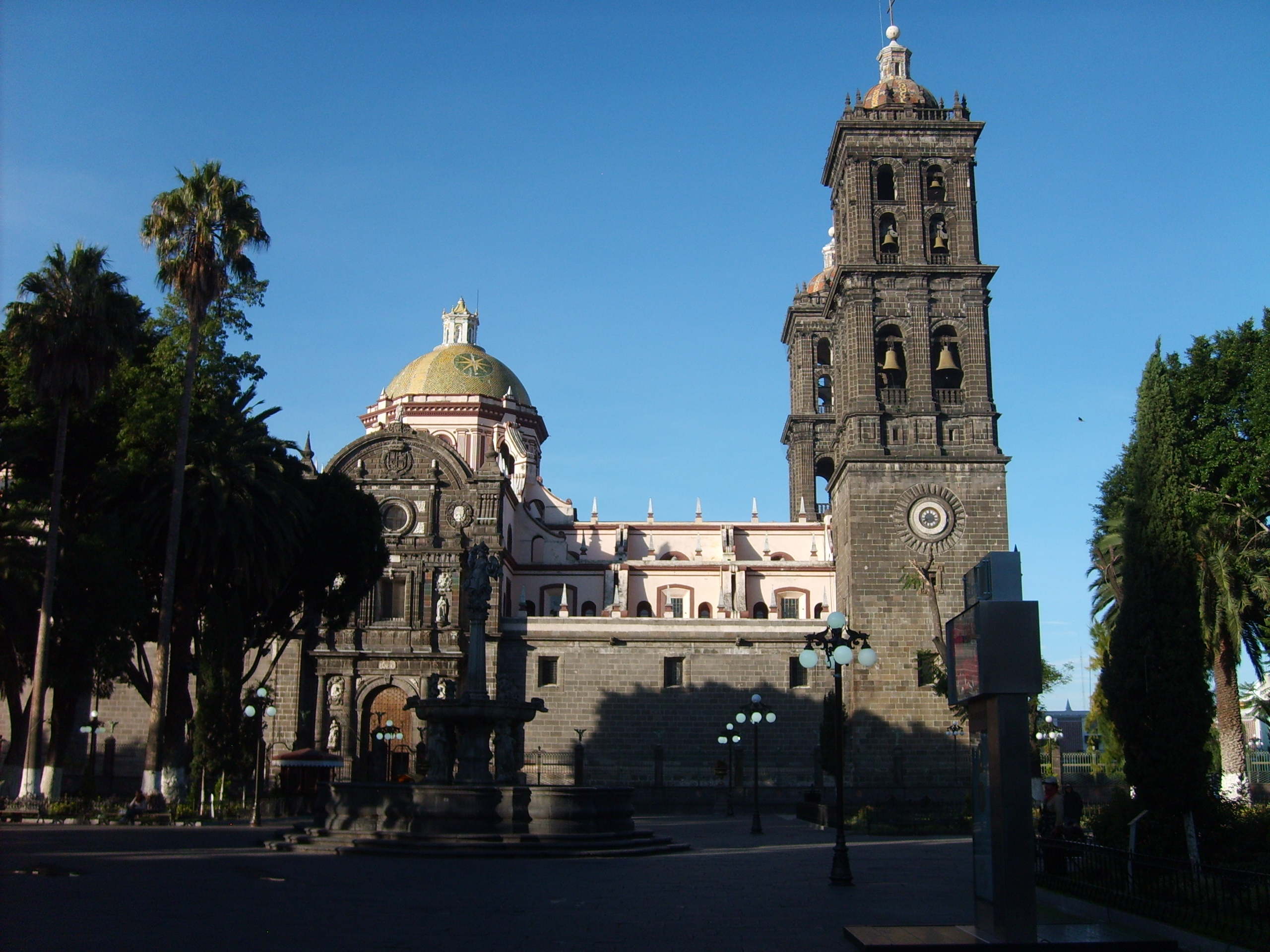
Кафедральный собор Пуэблы
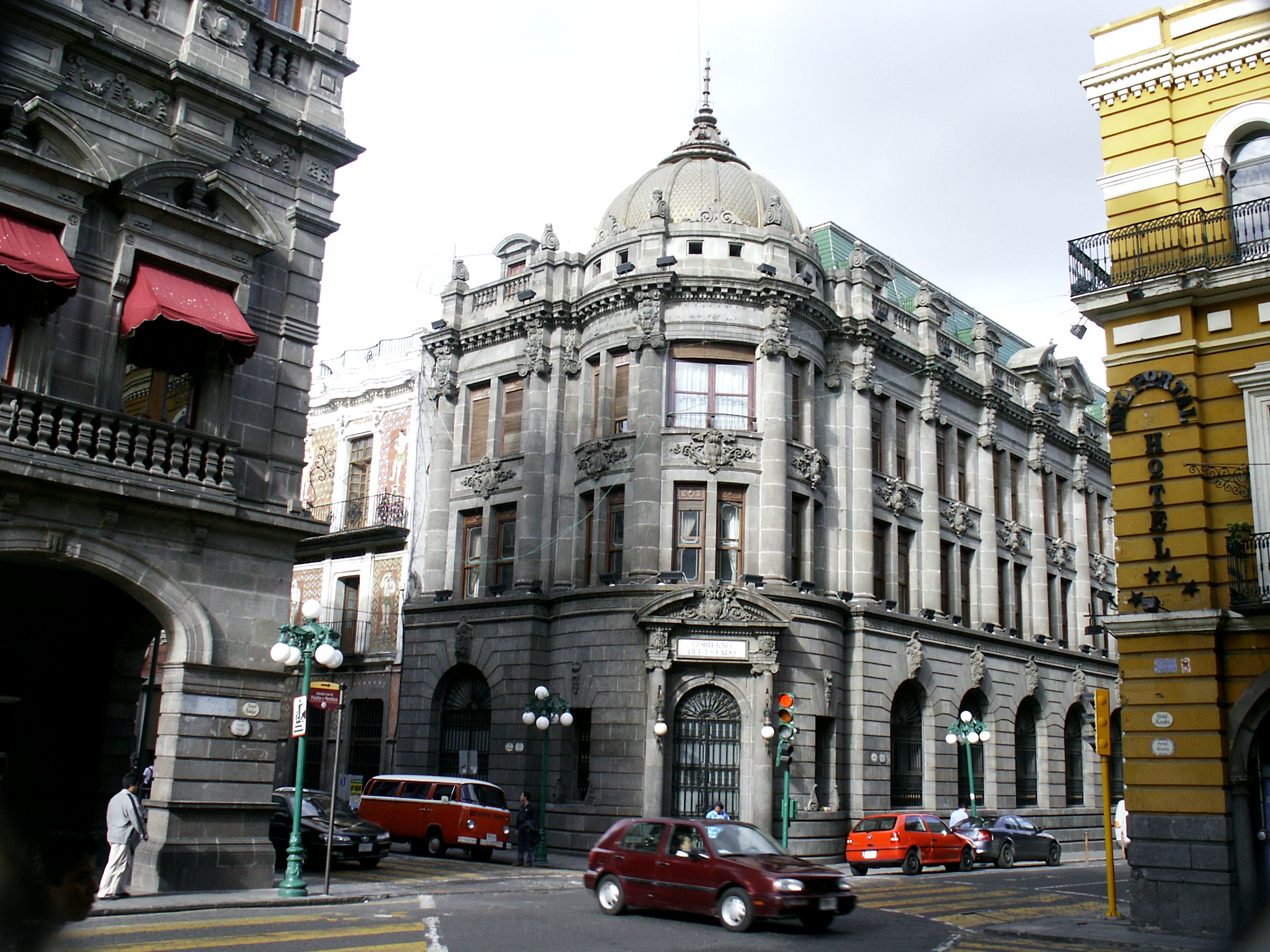
Дворец правительства штата Пуэбла
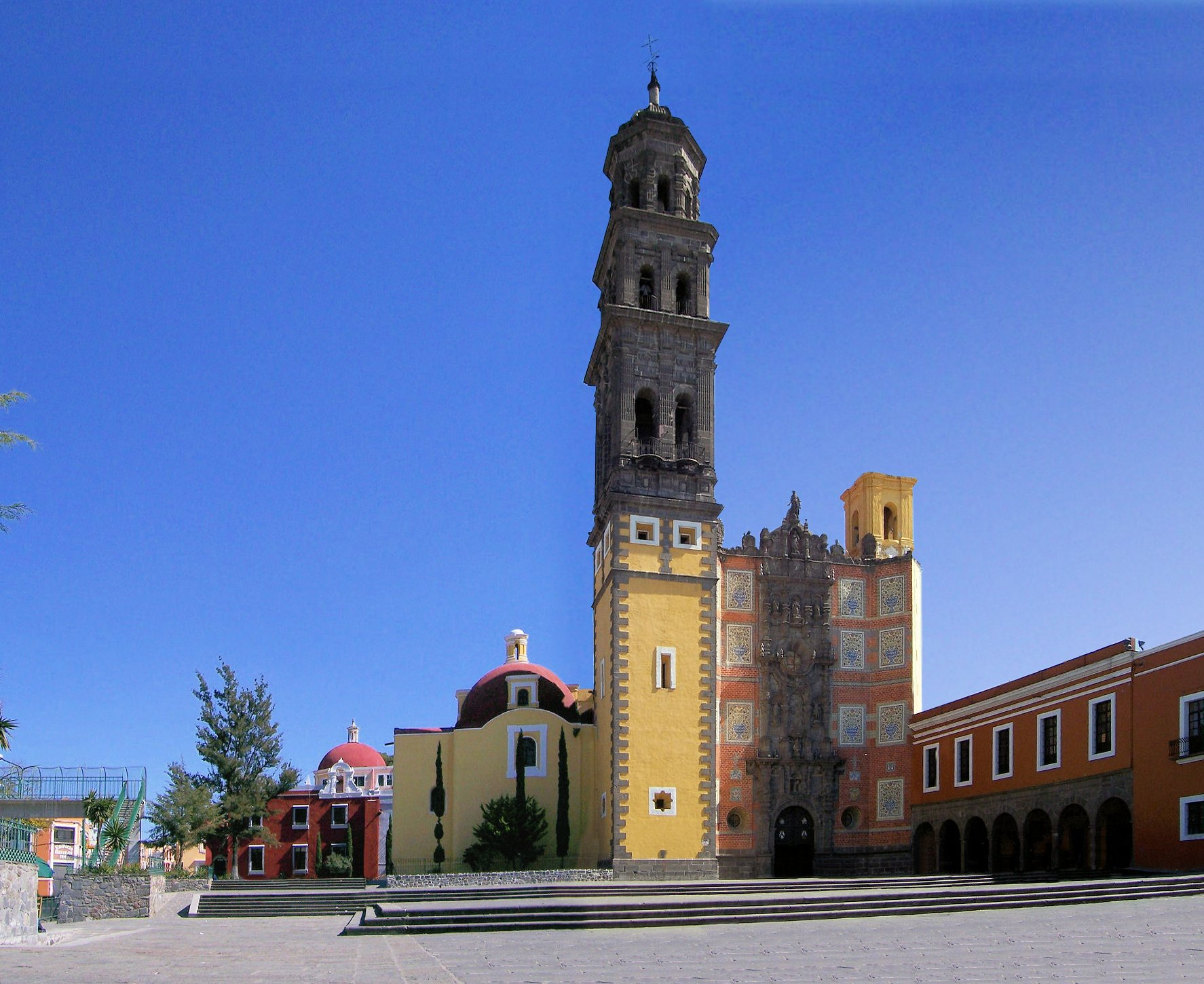
Храм Сан-Франциско в историческом центре города
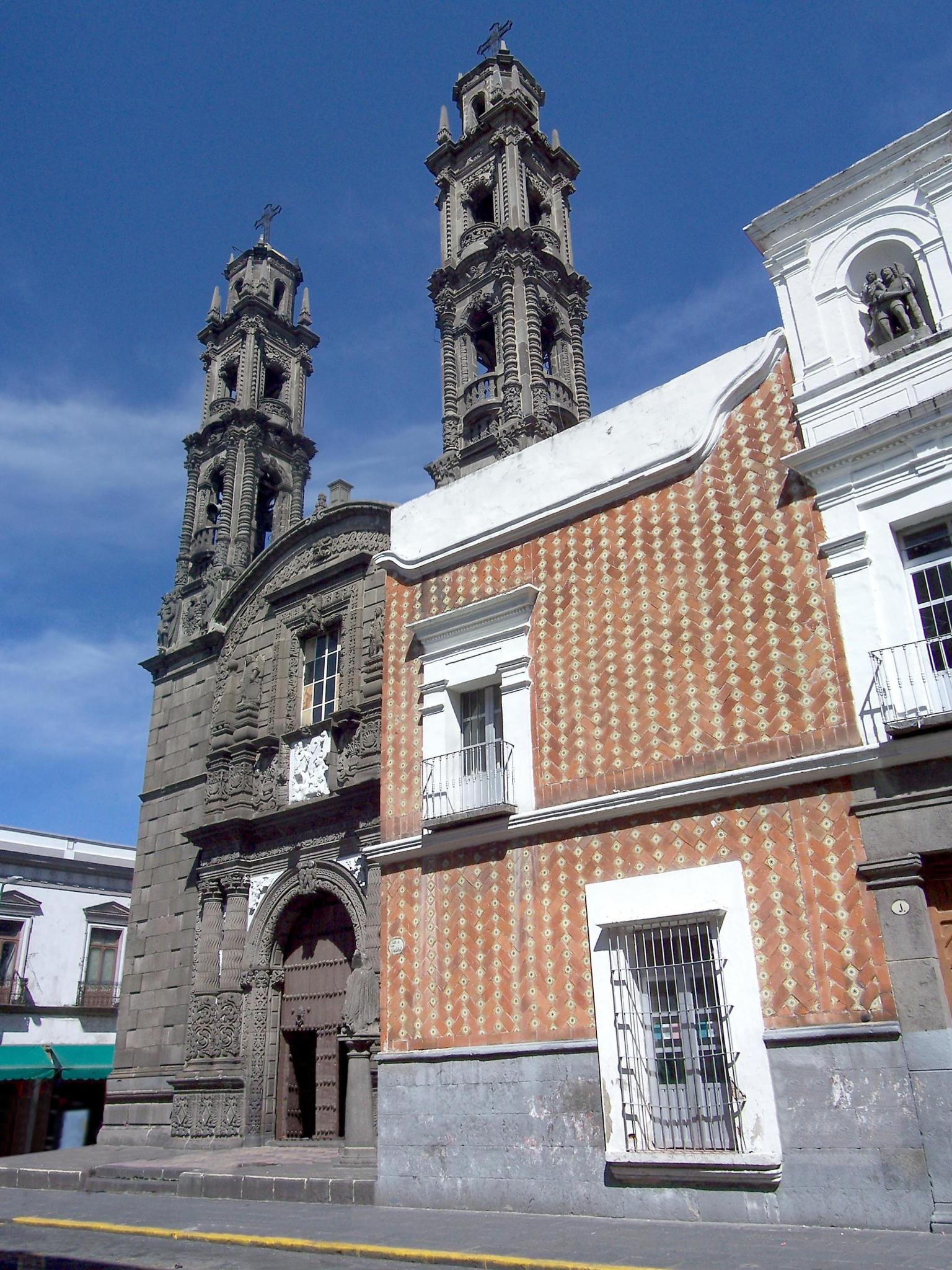
Храм Сан-Кристобаля в историческом центре города
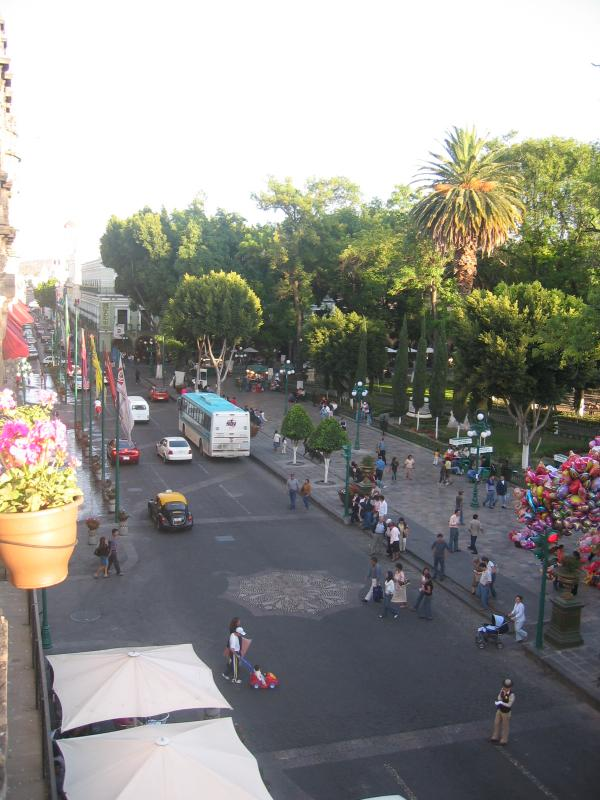
Эль Сокало — центральная площадь города
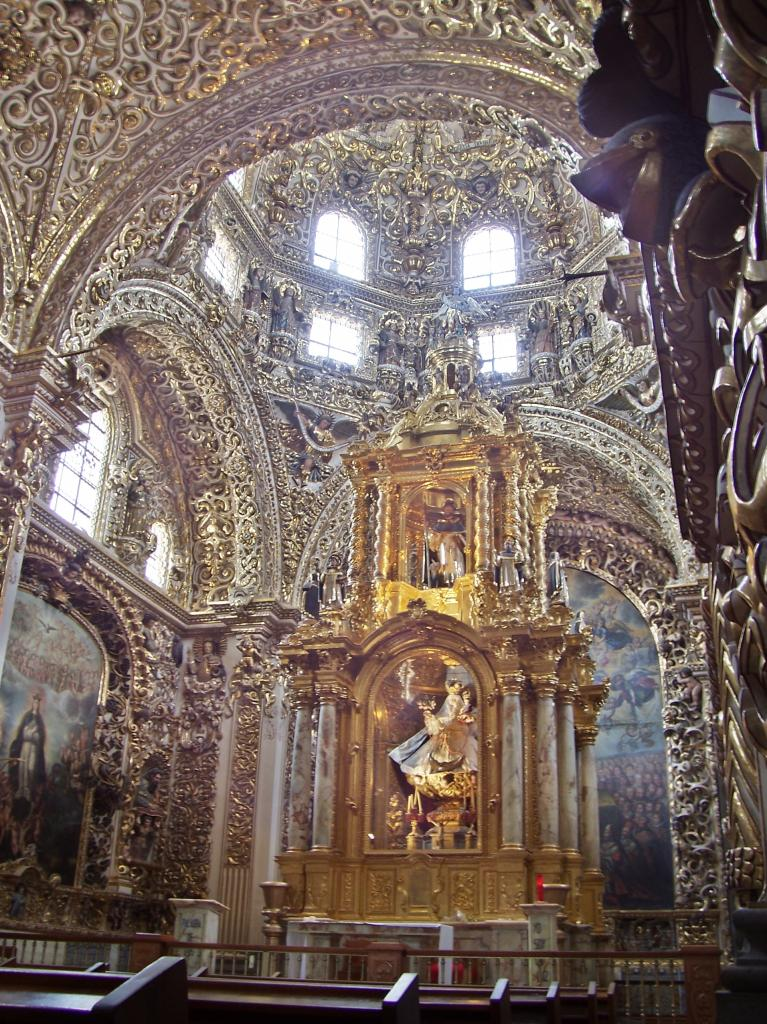
Часовня Девы Марии Розарии
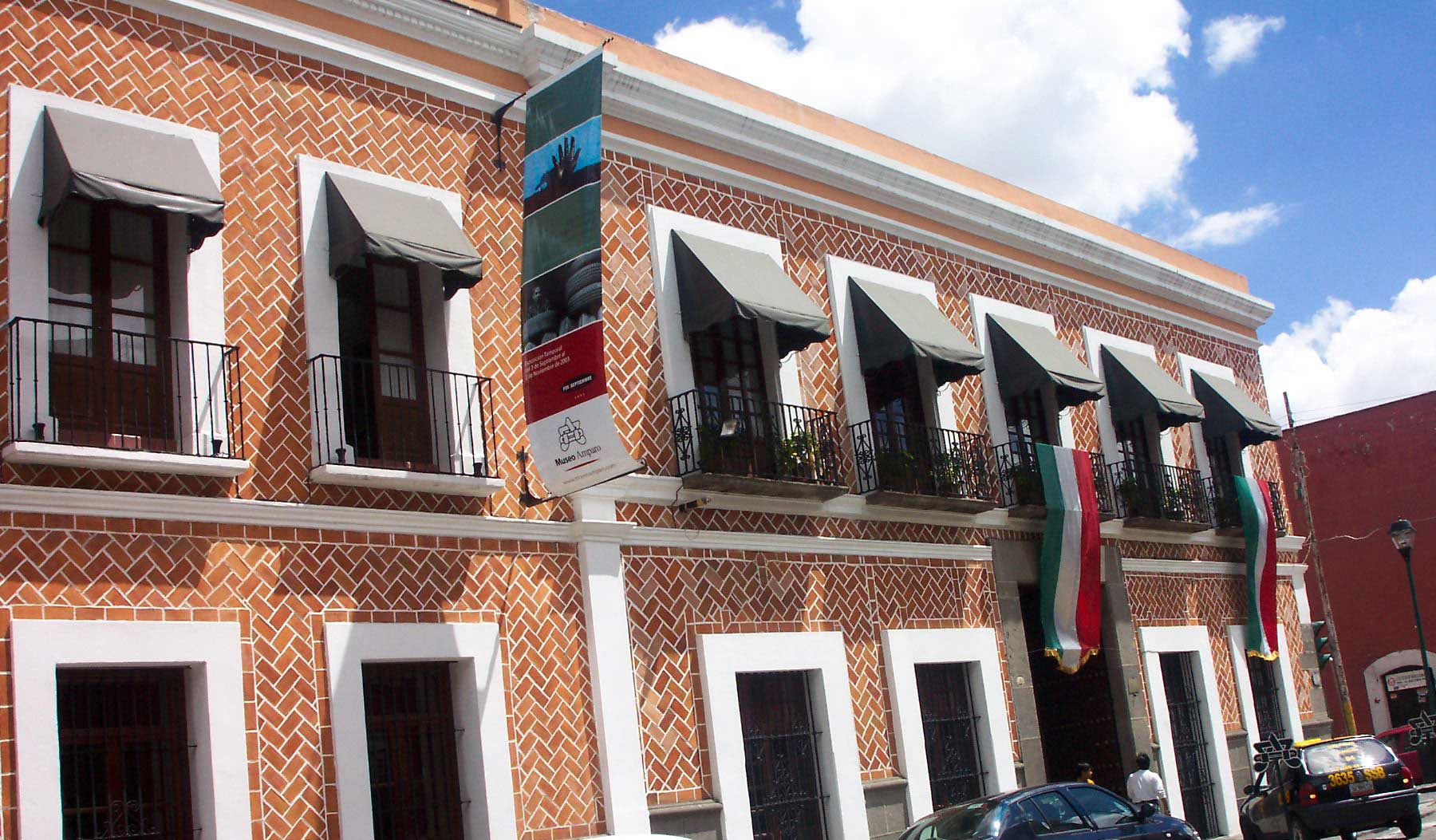
Исторический музей «Ампаро»
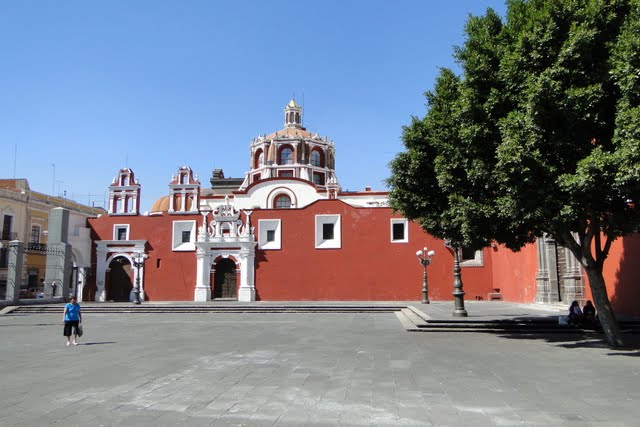
Церковь Санто-Доминго
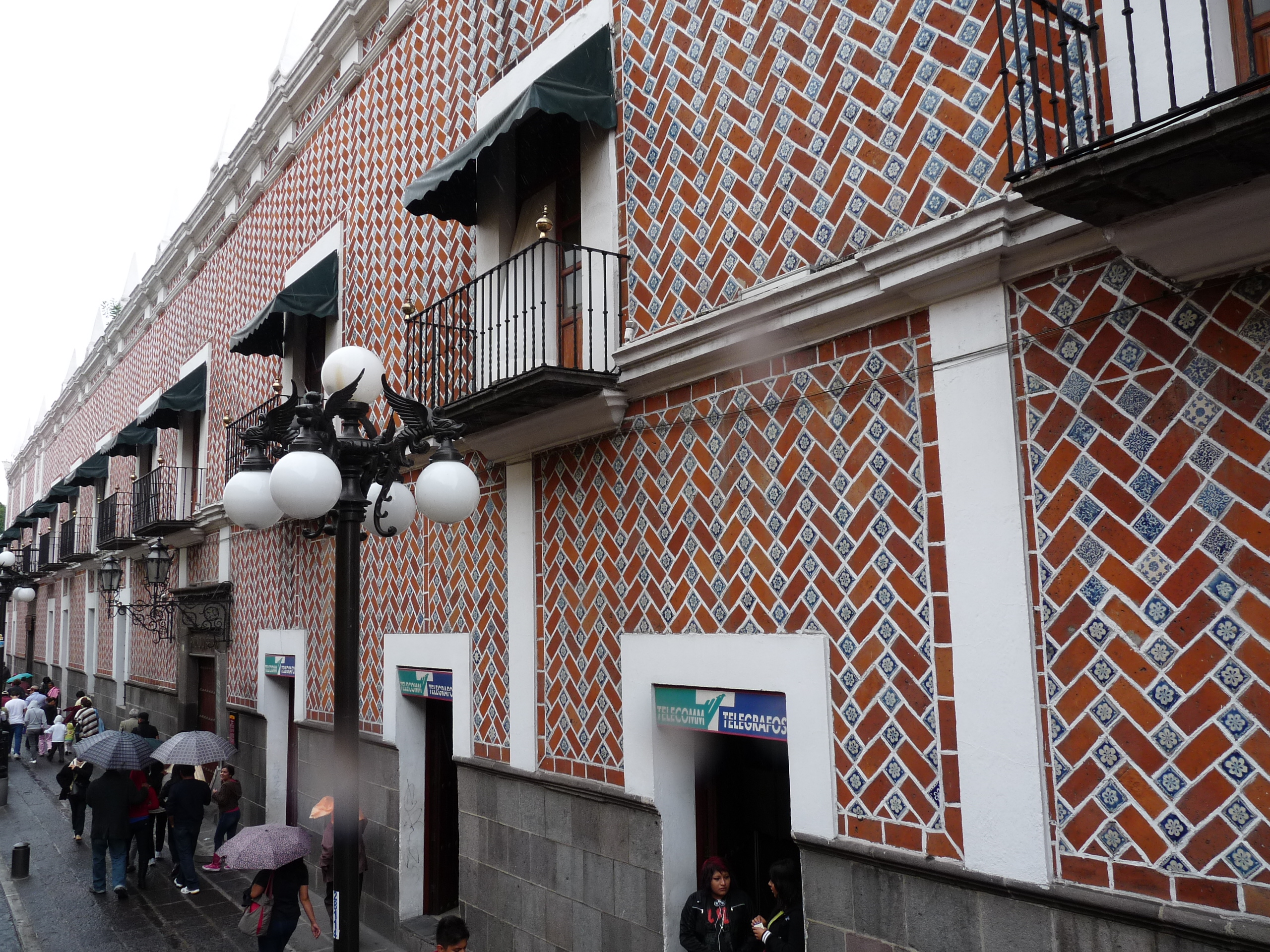
Библиотека Палафоксиана